# Dorothea van Cappadocië

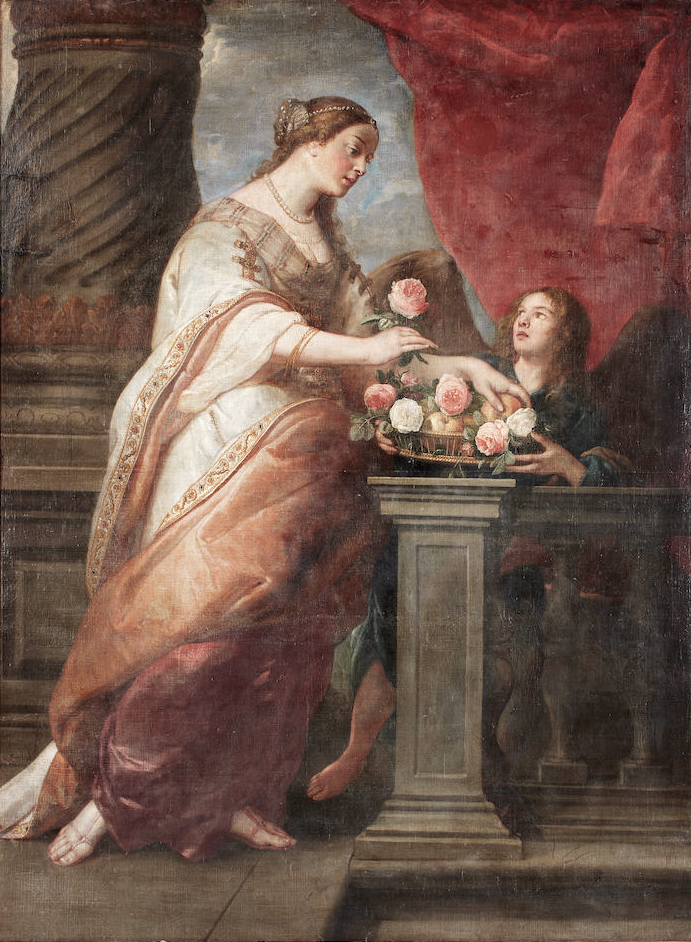
Dorothea en een engel (Gaspar de Crayer)

Dorothea van Cappadocië is een rooms-katholieke heilige. Ze zou in 303 vanuit Rome naar Caesarea gevlucht zijn om aan vervolging door keizer Diocletianus te ontkomen. In Caesarea deed de Romeinse gouverneur haar een aanzoek, wat ze weigerde omdat ze haar geloof niet wenste op te geven. Daarop werd ze ter dood veroordeeld door de woedende gouverneur.
De Legenda Aurea vertelt dat Dorothea, op weg naar haar executie, de naam van Jezus uitsprak, die ze als haar bruidegom beschouwde. Een jonge advocaat, Theophilus geheten, spotte daarmee, en zei tot haar dat hij zich zou bekeren als hij bloemen en appelen uit de tuin van de bruidegom zou krijgen. Na Dorothea's dood kwam een jongetje hem een mand vol fruit en bloemen brengen, hoewel het hartje winter was. Tot woede van de gouverneur bekeerde ook hij zich en werd eveneens onthoofd.

## Betekenis
De feestdag van de heilige Dorothea is 6 februari.
Haar attributen zijn een hengselmandje en een zwaard.
Dorothea wordt aangeroepen door vrouwen in barensweeën, verkopers van bloemen en fruit, tuinlieden, bruiden, bierbrouwers, stervenden en pas-gehuwden. Voorts is ze patrones tegen valse beschuldigingen en armoede.
Gezien de datum van haar feestdag is Sint Dorothee brengt meestal sneeuw een uitspraak die nogal eens bewaarheid wordt.

## Trivia
- De heilige Dorothea komt aan bod in de aflevering Proost van F.C. De Kampioenen, seizoen 17, aflevering 11.